# Khúc tương tư
Khúc tương tư là một bộ phim truyền hình được thực hiện bởi M&T Pictures cùng TKL do Xuân Phước làm đạo diễn. Phim phát sóng vào lúc 13h00 từ thứ 2 đến thứ 7 hàng tuần bắt đầu từ ngày 30 tháng 6 năm 2015 và kết thúc vào ngày 3 tháng 8 năm 2015 trên kênh HTV7.

## Nội dung
Khúc tương tư kể về tình yêu đẹp, trong sáng và lãng mạn giữa thầy đờn Hai Giỏi (Lương Thế Thành) và cô gái quê tên Lài (Lê Phương). Là một cô gái xinh đẹp, hiền lành, nên Lài lọt vào tầm ngắm của nhiều chàng trai, trong đó có cậu Hai Chánh (Hứa Vỹ Văn). Trong khi đó, Tuyết (Bích Trâm) cũng yêu thương và muốn lấy Hai Chánh nên rất ganh ghét Lài và nhiều lần tìm cách hãm hại Lài.

## Diễn viên
- Lương Thế Thành trong vai Hai Giỏi
- Lê Phương trong vai Lài[6]
- Hứa Vĩ Văn trong vai Hai Chánh
- Bích Trâm trong vai Tuyết
- Diễm Phương trong vai Thanh Loan
- Trịnh Kim Chi trong vai Bà Biện[7]
- Thanh Điền trong vai Ông Biện
- Phương Dung trong vai Bà Bảy
- Đức Thịnh trong vai Cò Lắm
- Tấn Thi trong vai Thầy Tư Tỵ

Cùng một số diễn viên khác....

## Ca khúc trong phim
Bài hát trong phim là ca khúc "Tương tư khúc" do Tuấn Khanh sáng tác và Hồ Thanh Danh thể hiện.

## Giải thưởng
| Năm  | Giải thưởng   | Hạng mục                          | (Người) đề cử   | Kết quả   | Tham khảo     |
| ---- | ------------- | --------------------------------- | --------------- | --------- | ------------- |
| 2015 | Giải Mai Vàng | Nam diễn viên truyền hình         | Lương Thế Thành | Đề cử     | [ 8 ] [ 9 ]   |
| 2015 | Giải Mai Vàng | Nữ diễn viên truyền hình          | Lê Phương       | Đề cử     | [ 8 ] [ 9 ]   |
| 2016 | HTV Awards    | Nam diễn viên được yêu thích nhất | Hứa Vĩ Văn      | Đoạt giải | [ 10 ] [ 11 ] |